# 극동국제군사재판

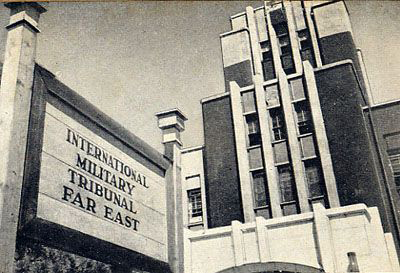

극동국제군사재판(極東國際軍事裁判, 영어: International Military Tribunal for the Far East, IMTFE)은 제2차 세계대전과 관련된 동아시아의 전쟁 범죄인을 1946년 5월 3일부터 1948년 11월 12일까지 약 2년 반에 걸쳐 심판한 재판이다. 도쿄 전범재판(東京戰犯裁判, 영어: Tokyo Trials, Tokyo War Crimes Tribunal, 일본어: 東京裁判)이라고도 한다. 60여 명 이상의 전쟁 범죄 용의자로 지명된 사람 중 28명이 기소되어, 판결 이전에 병사한 사람 2명과 소추가 면제된 1명을 제외한 25명이 실형을 선고받았다.
이 재판은 뉘른베르크 재판과 유사하다는 의미에서 ‘뉘른베르크 재판의 극동아시아 판’이나 ‘또다른 뉘른베르크’라고 불리기도 한다.

## 일지
- 1946년 1월 19일 = 더글러스 맥아더, 극동국제군사재판소 특별 포고. 극동국제군사재판소 조례 제정.
- 1946년 4월 26일 = 조례 일부 개정.
- 1946년 4월 29일 = 기소.[1]
- 1946년 5월 3일 = 재판 시작.(도쿄 이치가야 구 육군사관학교 강당)
- 1948년 11월 4일 ~ 11월 12일 = 판결.
- 1948년 12월 23일 오전 0시1분30초 ~ 오전 0시35분 = 7명 교수형 집행.[2]
- 1958년 4월 = 연합국 18개국, 금고형 선고된 18명 중 옥사한 4명을 제외한 자들을 형 집행 면제하도록 일본 정부에 통보.

## 개요
전범 재판 법정을 설치한 법적 근거는 직접적으로는 일본이 1945년 9월 2일에 조인한 항복 문서였다. 일본은 이 문서에서 포츠담선언의 조항을 확실히 이행한다고 약속했고, 포츠담선언 제10조는 '포로를 학대한 자를 포함한 전쟁 범죄인에 대해 엄중하게 처벌한다'고 돼있다. 법정은 도쿄 이치가야의 구 육군사관학교 2층 대강당에 설치됐다. 이 건물은 전시에 일본 육군성과 참모본부로 사용됐다.

## 재판관진

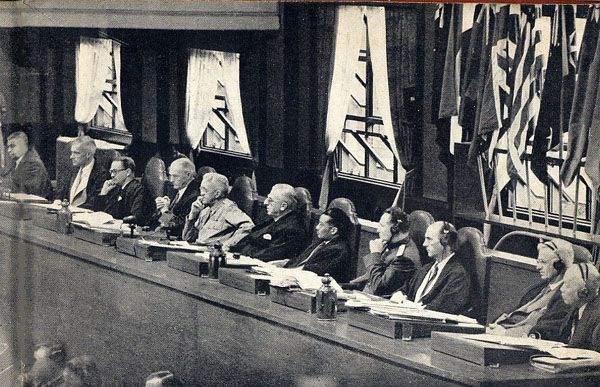
재판관들

| 국가     | 재판관                        | 비고                                                   |
| -------- | ----------------------------- | ------------------------------------------------------ |
| 호주     | 재판장 윌리엄 웹 경           | 오스트레일리아 퀸즐랜드 대법원장                       |
| 캐나다   | 에드워드 스튜어트 맥더걸      | Former Judge, King's Bench Appeal Side                 |
| 중화민국 | 중장 매여오                   | Attorney and Member, Legislative Yuan                  |
| 프랑스   | 앙리 베르나르                 | Chief Prosecutor, First Military Tribunal in Paris     |
| 인도     | 라다비노드 팔                 | 캘거타 대학교 법대 강사; 반대의견 제시.                |
| 네덜란드 | 교수 베르트 뢸링              | 위트레흐트 대학교 법학 교수                            |
| 뉴질랜드 | 하비 노스크로프트             | 뉴질랜드 대법원 판사                                   |
| 필리핀   | 대령 델핀 하라니야            | 변호사장, 대법원 판사                                  |
| 영국     | Hon 로드 패트릭               | 판사 (스코틀랜드인), Senator of the College of Justice |
| 미국     | 존 P. 히긴스                  | 매사추세츠주 대법원장                                  |
|          | 소장 마이런 C. 크레이머       | Replaced Judge Higgins in July 1946                    |
| 소련     | 소장 이반 미혜예비치 자랴노프 | Member, Military Collegium of the Supreme Court        |

## 검사진
| 국가              | 검사                                      | 비고                                                  |
| ----------------- | ----------------------------------------- | ----------------------------------------------------- |
| 수석 검사 ( 미국) | 조셉 베리 키넌                            |                                                       |
| 오스트레일리아    | 앨런 맨스필드                             | 오스트레일리아 퀸즐랜드 대법원의 판사.                |
| 캐나다            | 준장 헨리 놀런                            |                                                       |
| 중화민국          | 샹 쩌쥔                                   | 상해고등법원 검사장. 전 중국 대법원 소속 검사.        |
| 프랑스 임시정부   | 로베르 L. 오네토                          | 프랑스 법무장관.                                      |
| 인도 제국         | P. 고빈다 메넌                            |                                                       |
| 네덜란드          | W.G. Frederick Borgerhoff-Mulder          | 헤이그 특별전범재판소 판사.                           |
| 뉴질랜드          | 준장 로날드 퀼리엄                        | 전 뉴질랜드 대학 형법학 교수. 뉴질랜드 육군 군무국장. |
| 필리핀            | 페드로 로페스                             |                                                       |
| 대영 제국         | 아서 코민스-카 - British MP and Barrister |                                                       |
| 소련              | Minister S.A. 골룬스키                    | 모스크바 법학원 및 소련 적군법학아카데미 교수.        |

## 기소 죄목
| 소인   | 죄목                                                                                              |
| ------ | ------------------------------------------------------------------------------------------------- |
| 1      | 침략적 전쟁 또는 국제법 위반의 전쟁을 도모한 계획 및 공모에 가담한 지도자, 조직책, 선동자, 공범자 |
| 27     | 중국에 대한 부당한 전쟁                                                                           |
| 29     | 미국에 대한 침략 전쟁                                                                             |
| 31     | 영연방 대한 침략 전쟁                                                                             |
| 32     | 네덜란드에 대한 침략 전쟁                                                                         |
| 33     | 프랑스(인도차이나)에 대한 침략 전쟁                                                               |
| 35, 36 | 소련에 대한 침략 전쟁                                                                             |
| 54     | 당국의 지시와 허가로 자행한 전쟁 포로 학대                                                        |
| 55     | 잔학 행위를 막기 위한 적절한 조치를 취해야 함에도 고의와 중대한 과실로 무시                       |

## 판결
사형 - 전원 집행방식 교수형. 총 7명

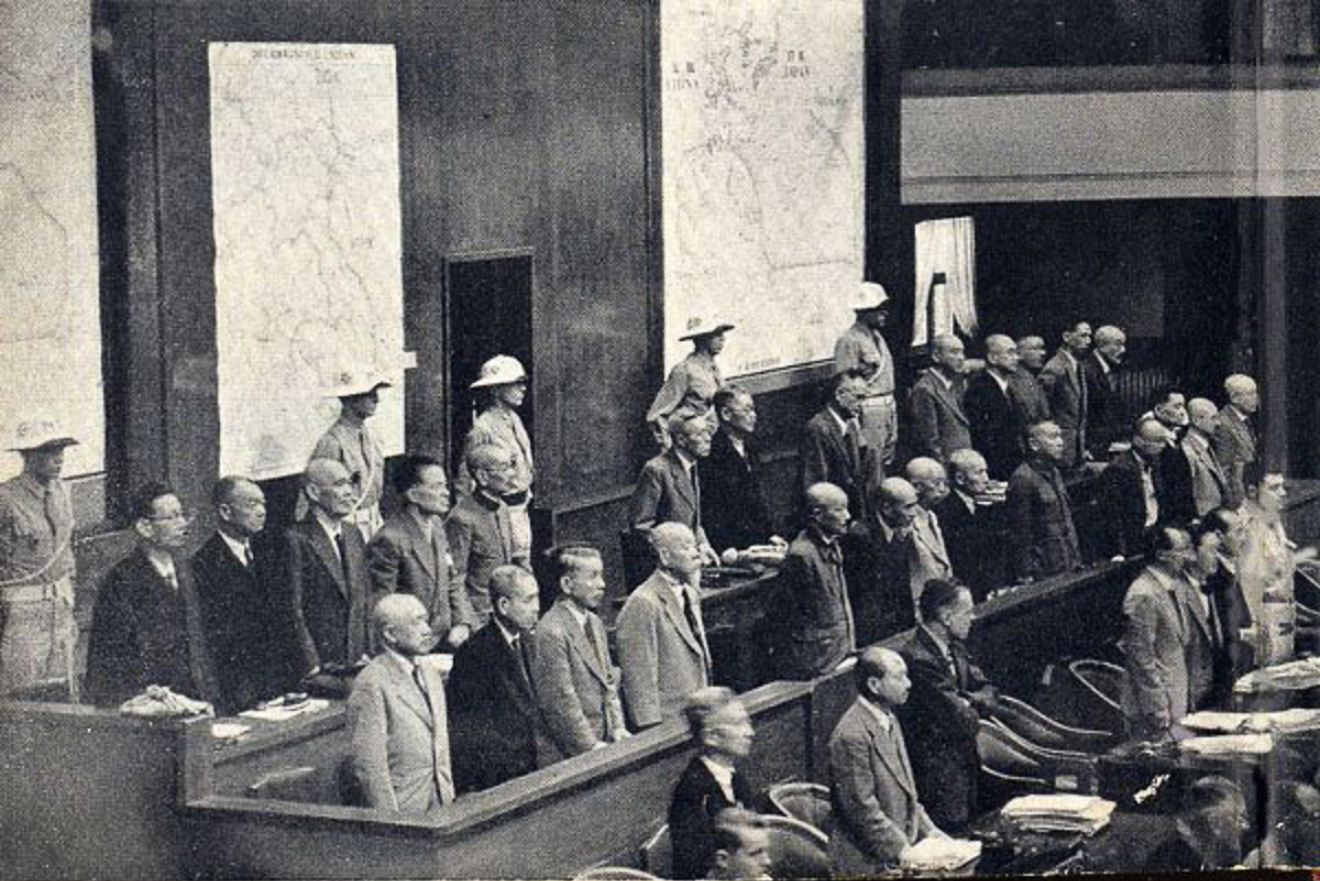
극동국제군사재판의 피고인들

- 도조 히데키 前수상, 대장 - 총살형 사형 요구했으나 기각.
- 도이하라 겐지 대장
- 이타가키 세이시로 전 육군대장.민간인 신분으로 기소됨.
- 기무라 헤이타로 대장
- 마쓰이 이와네 전 육군대장. 민간인 신분으로 기소됨.
- 무토 아키라 중장
- 히로타 고키 남작. 민간인 신분으로 기소됨.

종신형 16명
- 아라키 사다오 대장
- 하시모토 긴고로 대좌
- 하타 슌로쿠 원수
- 히라누마 기이치로 남작
- 호시노 나오키
- 가야 오키노리
- 기도 고이치 후작
- 고이소 구니아키 대장
- 미나미 지로 대장
- 오카 다카즈미 제독
- 오시마 히로시 중장
- 사토 겐료 중장
- 시마다 시게타로 제독
- 시라토리 도시오
- 스즈키 데이이치 중장
- 우메즈 요시지로 대장

유기금고형 3명
- 도고 시게노리 외무 대신 - 20년 형
- 시게미쓰 마모루 외무 대신 - 7년 형, 재판에서 영어로 응수함.
- 나시모토 모리마사 - 6개월 형. 황족으로서는 유일하게 처벌받음.

판결 전에 병사 2명
- 나가노 오사미 제독
- 마쓰오카 요스케 외무 대신

소추 면제 2명
- 오카와 슈메이
- 무타구치 렌야 중장

## 재판을 면한 A급 전범 피지정자

### 불기소로 석방
- 아오키 가즈오
- 아베 겐키
- 아베 노부유키
- 아모 에이지
- 안도 기사부로
- 이사하라 히로이치로
- 이와무라 미치요

- 기시 노부스케
- 구즈 요시히사
- 고다마 요시오
- 고토 후미오
- 사사카와 료이치
- 쇼리키 마쓰타로
- 스마 야키치로

- 다카하시 산키치
- 다다 하야오
- 다니 마사유키
- 데라시마 겐
- 나시모토노미야 모리마사 왕
- 니시오 도시조
- 혼다 구마타로

- 마사키 진자부로
- 사토미 하지메

### 병으로 석방
- 아카기 고헤이

### 불기소로 자택 구금 해제
- 도쿠토미 소호

### 도주
- 오타니 게이지로

### 자살
- 고이즈미 지카히코
- 고노에 후미마로

- 하시다 구니히코
- 혼조 시게루

## 관련 서적 및 영화
- 김흥식, 도쿄 전범재판정 참관기: 70여 년 전, 연합국 재판부와 일본인 전범들이 벌인 역사적 재판 속으로!, 서해문집, 2020
- Bass, Gary Jonathan. Stay the Hand of Vengeance: The Politics of War Crimes Trials. Princeton, NJ: Princeton University Press, 2000.
- Brackman, Arnold C. The Other Nuremberg: the Untold Story of the Tokyo War Crimes Trial. New York: William Morrow and Company, 1987.
- Dower, John W. Embracing Defeat: Japan in the Wake of World War II. New York: New Press, 1999.
- Horowitz, Solis. "The Tokyo Trial" International Conciliation 465 (Nov 1950), 473-584.
- Minear, Richard H. Victor's Justice: the Tokyo War Crimes Trial. Princeton, NJ: Princeton University Press, 1971.

## 같이 보기
- 역코스
- 군사재판
- 전쟁범죄
- 뉘른베르크 재판
- 일본의 항복
- 일본의 전쟁 범죄
- A급 전범
- BC급 전범
- 도조 히데키
- 순국칠사묘
- 쇼와 천황의 전쟁책임
- 일본의 역사교과서 문제
- 역사수정주의
- 반수정주의
- 라드하비노드 팔(영어판): 일본의 전범들이 모두 무죄라고 주장
  - 수바스 찬드라 보스
- 하바롭스크 전범 재판
- 홀로코스트 부인
- 마르코폴로 (잡지) - 일본의 우익성향 잡지로서 1995년에 나치의 가스실은 없었다고 주장, 유태인 단체의 항의로 폐간
- 일본의 우익단체

## 참고 자료
- 〈동경전범재판의 시작과 끝〉, 박원순, 근현대사강좌(한국현대사연구회), 1995. 11., pp.76. ~ 132..